# Pics de la Portaneille
Pics de la Portaneille är en bergstopp i Andorra, på gränsen till Frankrike. Den ligger i den nordöstra delen av landet. Toppen på Pics de la Portaneille är 2 564 meter över havet.
Den högsta punkten i närheten är Pic de la Coma de Varilles, 2 760 meter över havet, öster om Pics de la Portaneille.
Trakten runt Pics de la Portaneille består i huvudsak av kala bergstoppar.